# Taciturne
Albums de Dinos
Imany
(2018) Stamina,
(2020)
Taciturne est le second album studio du rappeur français Dinos sorti le 29 novembre 2019. L'album est certifié disque d'or en octobre 2020, puis platine en novembre 2022 par le SNEP.

## Description
La première évocation du projet remonte à décembre 2018 lors du concert de Dinos à La Cigale, ou il annoncera qu'un projet sortira courant 2019. Le premier extrait dévoilé est XNXX suivi de Mack Le Bizz Freestyle (hommage au rappeur Nubi) et de Oskur. L'album existe en différentes éditions physique, la standard, l'édition Jour et l'édition Nuit. Les deux dernières comportant chacune deux morceaux et une pochette exclusif.
Taciturne est un album très personnel, introspectif ainsi que « contemporain de son époque en termes de sonorité par comparaison avec le précèdent opus ». Les artistes Marie Plassard, Manu Dibango et Dosseh sont présents en featuring.

## Liste des pistes
| No  | Titre                                            | Durée |
| --- | ------------------------------------------------ | ----- |
| 1.  | On meurt bientôt                                 | 3:44  |
| 2.  | XNXX                                             | 3:54  |
| 3.  | OMRI                                             | 3:27  |
| 4.  | N’Tiekar                                         | 3:41  |
| 5.  | Oskur                                            | 3:07  |
| 6.  | No Love (feat. Marie Plassard)                   | 3:06  |
| 7.  | Wouuh                                            | 2:10  |
| 8.  | Frank Ocean                                      | 1:42  |
| 9.  | Adeola Interlude                                 | 2:00  |
| 10. | Mack Le Bizz Freestyle                           | 2:47  |
| 11. | Arob@se                                          | 3:37  |
| 12. | Quand les cailleras prient                       | 3:55  |
| 13. | Les garçons ne pleurent pas (feat. Manu Dibango) | 4:34  |
| 14. | Taciturne (feat. Dosseh)                         | 3:45  |
| 15. | Au revoir                                        | 3:23  |

| 1. | Booska Taciturne   | 2:48 |
| 2. | Les pleurs du mâle | 3:02 |
| 3. | Sagittaire         | 2:48 |
| 4. | Slide              | 3:43 |
| 5. | Cœurjacking        | 3:10 |

| 1.  | Inachevé                       | 1:33 |
| 2.  | Dur à aimer                    | 3:01 |
| 3.  | Bonjour de loin                | 2:57 |
| 4.  | Internet - Demo V2             | 3:03 |
| 5.  | Puta Madre - Maquette          | 1:47 |
| 6.  | Spedifen400                    | 3:32 |
| 7.  | No Love Interlude              | 1:36 |
| 8.  | Seka                           | 2:19 |
| 9.  | Respire (feat. Marie Plassard) | 3:18 |
| 10. | Midtown Pt.1                   | 1:37 |

Notes :
- Les 4 morceaux exclusif aux éditons physiques Jour et Nuit ainsi que le Freestyle Booska Taciturne sont rendus disponible en streaming le 24 janvier 2020.

## Classements et certifications

### Classement par pays
| Classements                  | Meilleure position |
| ---------------------------- | ------------------ |
| Belgique (Wallonie Ultratop) | 20                 |
| France (SNEP)                | 16                 |
| Suisse (Schweizer Hitparade) | 62                 |

### Certifications et ventes
| Région        | Certification | Ventes  |
| ------------- | ------------- | ------- |
| France (SNEP) | Platine       | 100 000 |

### Titres certifiés en France
- No love (feat. Marie Plassard) :  Platine[8]
- XNXX :  Or[8]
- Arob@se : Or[8]